# Tricobacteriosi axil·lar
La tricobacteriosi axil·lar és una colonització bacteriana superficial de les tiges capil·lars a les zones amb glàndules sudorípares, com les aixelles i l'engonal. És una malaltia trivial de l'extensió mundial que es creu que és causada pel gènere Corynebacteria.
La condició s'ha anomenat extensivament tricomicosi axil·lar en la literatura, però a causa que és una infecció bacteriana i no una infecció per fongs, s'ha de denominar tricobacteriosi.

## Presentació
Es caracteritza per la presència de concrecions al llarg de les tiges del cabell, de color groguenc, i rarament en forma de nòduls vermells o negres. Aquestes concrecions es deriven de la colonització bacteriana al llarg de la tija del cabell que conté la suor apocrina seca amb una substància de cimentació generada pels bacteris.

## Causa
És causada per diverses espècies de Corynebacterium.
L'obesitat, la hiperhidrosi, una pobra higiene local i els ambients càlids i humits són factors predisposats comuns.

## Diagnòstic
La infecció es diagnostica mitjançant un examen detallat de la tija del pèl on es veu unes concrecions d'un material marró a groc. Normalment hi ha una olor ranci associada. Un examen microscòpic pot confirmar el diagnòstic, però això rarament és necessari.
Alguns pacients amb sudoració excessiva presenten l'anomenada tríada corinebacterial, és a dir, la presència simultània de tricobacteriosi axil·lar, eritrasma i queratòlisi foveolar.

## Tractament
No hi ha estudis terapèutics específics disponibles sobre tricobacteriosi.
Molts autors consideren que el tractament més eficaç consisteix en l'afaitat de l'àrea afectada durant un període de 2-3 setmanes. També es recomana l'ús d'un tractament concomitant, com ara sabons de sofre o peròxid de benzoïl. Fregar-se durant el rentat pot ajudar a alterar el biofilm, d'aquesta manera s'augmenta l'accessibilitat dels antisèptics als bacteris.
Les infeccions de Corynebacterium estan relacionades amb la sudoració excessiva; per aquest motiu, els desodorants que contenen una solució de clorur d'alumini es poden utilitzar per al tractament i la prevenció.
Es recomana mantenir una bona higiene local.